# Барокни Београд
Барокни Београд је кратак тренутак у историји Београда када га је аустријска монархија преузела од скоро двовековног турског управљања и у њему покушала да грандиозним подухватима у неколико деценија владавине Београд трансформише из оријенталне вароши у прави европски утврђени град.
Проткан борбом Хазбуршког царства и Османске империје за превласт на европском тлу, Барокни Београд је прошао кроз период обележен великом грађевинском активношћу, променом културних и верских образаца и етничке структуре града. Тако настао барокни град требало је да буде средство пропаганде којим је монархија желела да покаже не само сву своју снагу, већ и величину према непријатељу.
Данас, осим Београдске тврђаве, која посредно сведочи о том амбициозном подухвату Аустријанаца, сведоче и једине преостале трасе неких модерних улица Београда, чији је некадашњи положај на фортификацији делимично осликан у правцима садашњих улица Косанчићевог, Топличиног и Обилићевог венца, као и на плацу цркве Светог Александра Невског, који у потпуности разграничава положај равелина испред царске, касније Видинске капије, док о мрежи главних барокним београдским улицама сведочи и улица Цара Душана и Краља Петра. Наслеђе барокног Београда, иако сачувано само у траговима, представљало је касније модел за изградњу новог српског града после одласка Турака средином 19. века и корак ка усвајању модела савременог урбанизма.

## Историја
После готово два века турске управе у 16. и 17. веку, Аустрија је завладала Београдом 1688. године и одмах отпочела радове на изградњи модерне тврђаве по пројекту инжењера Андреја Корнара. Турци су, међутим, град поново заузели већ 1690. године. и приликом опсаде турска бомба погодила је једну кулу у замку Горњег града, пожар је захватио барутни магацин, а експлозија је била толико јака да је замак деспота Стефана Лазаревића потпуно срушен, при чему је страдало преко хиљаду људи. Турци су по освајању наставили радове на обнови утврђења по пројекту Корнара, након што је он прешао у њихову службу.
Од 1717. до 1739. године Аустрија је поново заузела Београд и одмах приступила изградњи нових бедема с бастионима и земљаним насипима. Радове је водио пуковник Никола Доксат де Морез. Намера Аустрије није била само извођење фортификацијских радови на Београдској тврђави, већ и преуређење Београда у модерно утврђење са декоративним барокним капијама и иновативним здањима као што су Велики римски бунар, Велика барутана и други. Тако је у том грађевинском подухвату Аустријанаца настао Барокни Београд.
По замисли Аустријанаца, Београдска тврђава је постала не само једно од најјачих војних упоришта у Европи, већ и град се новим изгледом, који је по први пут после више од хиљаду година дуге историје, од римске изградње Сингидунума, грађен по претходно добро осмишљеном урбанистичком плану у коме је доминирао приступ граду као јединственој целини. 
Када је, Београдским миром 1739. године Турска поново добила град без борбе. На основу једне одредбе овог мира Аустрија је морала да поруши сва новоизграђена утврђења. Поновно успостављање османске власти било је праћено не само овим уговором договореним, већ и новим рушењима. За разлику од тврђаве, где су сачуване све постојеће зграде потребне за замену нове војне посаде, у граду су уништене готово све новоизграђене зграде које нису задовољиле турске потребе. Међу првим великим зградама срушене су до темеља Виртембергова касарна и Митрополититски двор док је нова српска Саборна црква, иако знатно девастирана, избегла рушење. Црква у напуштеној Доњој српској вароши претворена је у џамију. Ова рушења Барокног Београда треба схватити као неку врсту освете, над пораженим Хришћанима, али и као жељу Турака да се Београду поново врати оријентални изглед.
Још једном је Аустрија успела да освоји Београд октобра 1789. године. Свиштовским миром 1791. године Аустријанци поново напуштају Београд, а јањичарима се забрањује улазак у Београдски пашалук.

## Урбанизација у стилу барока
Реконструкција и трансформација Београда у утврђени барокни град укључивала је на првом месту предузимање низа одбрамбених радова, заснованих на најсавременијим фортификационим решењима за изградњу бастионских артиљеријских утврђења, заснованим на методама француског маршала и утврђивача Себастијана Вобана.
Изградња сложених градских утврђења пратила је и комплетна реконструкција града, уз потпуну промену урбане структуре града са конфесионалним изменама и етничким променама у структури становништва. 
У административном и политичком погледу, за време аустријске владавине, Београд је био подељен на три целине - Тврђаву, Немачку варош и Српску варош.